# Національний парк Ґанґотрі
Національний парк Ґанґотрі (англ. Gangotri National Park) — національний парк в Індії, розташований в окрузі Уттаркаші штату Уттаракханд. В парку представлений ряд екосистем від гірських хвойних лісів на найменших висотах з луками уздовж річок, до альпійських луків та засніжених високогірних пустель і льодовиків на найбільших висотах.